# It's Not Over (Curtis Harding)
It's Not Over è un singolo del cantautore statunitense Curtis Harding, pubblicato il 5 giugno 2018.